# نيكول فوريستر
نيكول فوريستر (بالإنجليزية: Nicole Forester)‏ هي ممثلة أمريكية، ولدت في 19 نوفمبر 1972 في الولايات المتحدة.

## أعمال

### أفلام
- (2012) جاك ريتشر[5][6]
- (2016)  فجر العدالة[7][8][9][10]

### مسلسلات
- بيفرلي هيلز 90210
- موردر
- رجلان ونصف

## وصلات خارجية
- نيكول فوريستر على موقع IMDb (الإنجليزية)
- نيكول فوريستر على موقع ألو سيني (الفرنسية)
- نيكول فوريستر على موقع أول موفي (الإنجليزية)
- نيكول فوريستر على موقع قاعدة بيانات الفيلم (الإنجليزية)
- نيكول فوريستر على موقع كينوبويسك (الروسية)